# Самодержец пустыни
«Самоде́ржец пусты́ни» (1993) — историческое исследование, документальный роман Леонида Юзефовича, посвящённый барону Унгерну фон Штернбергу.

## Содержание
Историческое исследование посвящено жизни одного из наиболее одиозных деятелей Белого движения — барона Унгерна фон Штернберга. Основываясь на документах, автор рассказывает о происхождении барона, службе во время Первой мировой войны, действиях в Забайкалье во время Гражданской войны, о монгольской эпопее. Согласно Юзефовичу, именно попытки Унгерна создать новую монгольскую империю сделали его легендой:

Белый генерал, ни разу не вступивший в бой с регулярными советскими частями, палач и неврастеник, известный скорее карательными, нежели полководческими заслугами, он превратился в полубезумного «самодержца пустыни» и в итоге стал героем мифа, жутким символом не только российской смуты, но и тех веяний мирового духа, которые ощущаются и поныне, грозя в будущем обернуться новой бурей с Востока.

## История создания и публикации
Интерес к барону Унгерну, равно как интерес к Монголии и буддизму, возник у Леонида Юзефовича во время службы в Советской армии, которую он проходил в Забайкалье. После окончания службы он написал повесть «Песчаные всадники» о последних годах жизни барона. Повесть была основана на легенде, которую Юзефович, по его словам, услышал в Забайкалье от старого бурята. «Самодержец пустыни», созданный уже не Юзефовичем-писателем, а Юзефовичем-историком, был естественным продолжением давнего интереса. Документальный роман, в котором, в отличие от «Песчаных всадников», нет элементов беллетристики, был издан в 1993 году пятидесятитысячным тиражом и стал первой в России исследовательской работой об Унгерне. В 2001 году был издан на французском языке под названием Le Baron Ungern. Khan des steppes.
В 2010 году издательство Ad Marginem выпустило исправленное и дополненное издание книги под тем же названием.